# 和合亮一
和合 亮一（わごう りょういち、1968年8月18日 - ）は、日本の詩人、ラジオパーソナリティ、高校教員。福島県福島市出身。福島市生まれ、福島市育ち（小学校から中学にかけ郡山に3年間）。福島市在住。既婚、1男あり。
第1詩集『AFTER』(1998年)で中原中也賞受賞。東日本大震災では自らも被災する中、ツイッターで「詩の礫」と題した連作詩を発信し続けた。ほかに『地球頭脳詩篇』(2006年)、『木にたずねよ』(2015年)など。

## 来歴
郡山市立安積中学校を経て、福島市立福島第三中学校、福島県立福島高等学校、福島大学教育学部卒業。福島県の高校教諭の傍ら詩作活動を行う。1998年、第一詩集『AFTER』で第4回中原中也賞受賞。2006年、第四詩集『地球頭脳詩篇』で第47回晩翠賞受賞。2013年、第30回NHK東北放送文化賞受賞。ラジオ福島でラジオ番組『詩人のラヂオ　和合亮一のアクションポエジィ』のパーソナリティを務めるなど、多彩な活動を展開している。「歴程」同人、「六本木詩人会」主宰。
詩を書くきっかけは、自分の成人の日に「10代の自分と変わりたい」と思い詩を作り、イトーヨーカ堂の駐車場のアルバイトで買った「書院」で作りコピーして大学の最寄り駅で通行人に配ったが道に捨てられていた。そこで「ようし、捨てられない作品を書こう」と決心した。
2011年の東日本大震災では自らも被災し、現場からtwitterで「詩の礫」を発表し続け注目を浴びた。
当日は福島県伊達市の福島県立保原高等学校で入試の合否判定会議中であった。
遠藤ミチロウ、大友良英らとともに、NPO法人「プロジェクトFUKUSHIMA!」を立ち上げ、福島を盛り上げる活動をしている。
2014年2月-3月、アートプログラム「Moving Distance：2579枚の写真と11通の手紙」(主催：東京芸術劇場(公益財団法人東京都歴史文化財団)、豊島区)に参加し、新作の詩を発表、朗読公演も実施する。同プログラムで発表される、映画監督・高橋栄樹の映像作品"after"中にて朗読されるテキストを書き下ろす。朗読は、元AKB48の仲谷明香が担当する。
2017年、『詩の礫』のフランス語版が第1回「ニュンク・レビュー・ポエトリー賞」外国語部門に選ばれた。2019年、『QQQ』で第27回萩原朔太郎賞受賞。

## エピソード
- 震災当日は福島県伊達市の福島県立保原高等学校で入試の合否判定会議中であった[4]。

- 中学・高校時代は本を読むより、みんなで騒いでいる時間の方が長かった[7]。

- 大学2年の春に演劇研究会に入る。同期は5人。和合のサークル名は「バサロ・シンシン・トカチェフ」。同期の女性（サークル名「ルシア・しおみつ」）と後に結婚。妻の和合敦子（わごう あつこ）は、現在、ラジオパーソナリティ。

## 著作

### 詩集
- 『AFTER』思潮社、1998年
- 『RAINBOW』思潮社、1999年
- 『誕生』思潮社、2002年
- 『地球頭脳詩篇』思潮社、2005年
- 『入道雲入道雲入道雲』思潮社、2006年
- 『黄金少年 ゴールデン・ボーイ』思潮社、2009年
- 「詩の礫 2011.3.16-4.9」（『現代詩手帖』2011年5月号収録、思潮社）
- 『詩ノ黙礼』新潮社、2011年
- 『詩の礫』徳間書店、2011年
- 『詩の邂逅』朝日新聞出版、2011年
- 『私とあなたここに生まれて』写真：佐藤秀昭、明石書店、2012年
- 『ふたたびの春に』祥伝社、2012年
- 『廃炉詩篇』 思潮社、2013年
- 『木にたずねよ』 明石書店、2015年
- 『昨日ヨリモ優シクナリタイ』 徳間書店、2016年
- 『QQQ』思潮社、2018年
- 『Transit』ナナロク社、2021年

### ノンフィクション・エッセイ
- 『パパの子育て奮闘記―大地のほっぺたに顔をくっつけて』サンガ、2008年
- 『ふるさとをあきらめない　フクシマ、25人の証言』新潮社、2012年
- 『心に湯気をたてて』日本経済新聞出版社　2013年
- 『生と死を巡って　未来を祀るふくしまを祀る』イースト・プレス　2016年
- 『エッセイ三昧』田畑書店、2024年

### 共著
- 谷川俊太郎『にほんごの話』青土社、2002年
- 佐野眞一『3.11を越えて―　言葉に何ができるか』徳間書店、2012年
- 柳美里『沈黙より軽い言葉を発するなかれ』創出版、2012年
- 若松英輔『往復書簡　悲しみが言葉をつむぐとき』岩波書店、2015年11月

## その他の作品

### 作詞
- 「福島県立喜多方桐桜高等学校校歌」（作曲：新実徳英）
- 「福島県立須賀川創英館高等学校校歌」(作曲 : 新美徳英)
- 「箱根中学校[8]校歌」（作曲：新実徳英）
- 「福島市立松陵義務教育学校」（作曲：大友良英）
- 福島市制施行100周年記念讃歌「ふくしまをてのなかに」（作曲：新実徳英）
- 混声合唱曲集「黙礼」（作曲：上田益）
- 混声合唱曲「夜明けから日暮れまで」（作曲：信長貴富）
- 男声合唱曲「楽譜を開けば野原に風が吹く」（作曲：信長貴富）※混声合唱も有り
- 「長野県佐久平総合技術高等学校校歌」（作曲：新実徳英）
- 福島県伊達市「伊達市歌」（作曲：伊藤康英）
- 福島県田村市「田村市市民の歌 〜田村のうた〜」（田村市市民の歌制作実行委員会と連名、作曲：青木真一）

### メディア
- 報道ステーション出演（メインゲスト）2012年8月14日
- 「詩の礫～和合亮一のアクションポエジィー」ラジオ福島・日曜18時45分～55分他

## 引用・脚注
1. ↑  初任の学校は南相馬であった。
2. ↑  新成人の君たちへ　熱い思い、人生の原点に　福島市在住の詩人・和合亮一さん（４５）産経 2014.1.12 18:57
3. ↑  妻子は山形県の妻の実家に避難させた。
4. 1 2  新潮社：話題の本：「詩の黙礼」：和合亮一インタビュー
5. ↑  2014年1月現在も同校勤務
6. ↑  福島の和合亮一さん 「詩の礫」 仏の文学賞受賞
7. ↑  『「ことば」で結びつき深まる』読売新聞2013年9月29日朝刊15面
8. ↑  神奈川県箱根町